# Jonny Gray
Jonathan Douglas Gray (Glasgow, 14 marzo 1994) è un rugbista a 15 britannico, internazionale per la Scozia, che gioca nel ruolo di seconda linea con i Glasgow Warriors nel Pro14.

## Biografia
Fratello minore del nazionale scozzese e Lion britannico Richie Gray, seconda linea anche lui, pure Jonny iniziò a giocare a livello professionistico con i Glasgow Warriors nel 2012.
Già nazionale under-20 in precedenza, fece il suo debutto con la Scozia affrontando il 17 novembre 2013 il Sudafrica a Murrayfield in occasione del tour europeo degli Springbok. Durante la partita poi persa 28-0, Jonny subentrò dalla panchina proprio in sostituzione del fratello Richie. I due fecero coppia titolare per la prima volta affrontando l'Argentina a Murrayfield l'8 novembre 2014.
A livello di club Jonny Gray raggiunse la finale del Pro12 2013-14, dove i Glasgow Warriors vennero sconfitti 34-12 dal Leinster. I Warriors si rifecero durante la stagione successiva vincendo il loro primo campionato, e in seguito il giocatore fu convocato per disputare la Coppa del Mondo di rugby 2015.

## Palmarès
- Pro12: 1
Glasgow Warriors: 2014-15
- Premiership: 1
Exeter: 2019-20
- Champions Cup: 2
Exeter: 2019-20
Union Bordeaux Bègles: 2024-25